# Васил Герганов
Васил Георгиев Герганов е български лекар, офицер, генерал-майор от медицинската служба.

## Биография
Роден е на 10 август 1919 г. в Ловеч. Завършва гимназия с преподаване на немски език в родния си град. През 1944 г. завършва медицина в Софийския университет. По време на Втората световна война е лекар на артилерийски дивизион. След войната е ординатор в клиничната лаборатория на Окръжната болница в Ловеч (1946). През ноември 1947 г. отново е мобилизиран и преминава краткосрочно военно обучение по военна медицина, след което е назначен за дивизионен лекар в Плевен, като получава звание подполковник. От 1950 до 1951 г. учи курс по организация и тактика на медицинската служба (ОТМС). След това става началник на отделение в Медицинската служба на българската армия (1951 – 1954). Остава на тази позиция до 1954 г., когато е назначен за началник на отдел. От 1957 до 1958 г. е временно изпълняващ длъжността началник на Медицинската служба на българската армия. Между 1959 и 1960 г. специализира във Военномедицинската академия в Санкт Петербург. От 1959 г. е заместник-началник на Медицинската служба. Преподава в катедрата по ОТМС във Висшия военномедицински институт (ВВМИ) в София. Между 1964 и 1967 г. е началник на Катедра „Военна медицина“ във ВВМИ. В периода юни 1973 – септември 1981 г. като полковник е началник на Висшия военномедицински институт. От 1974 г. е генерал-майор. От 1981 до 1983 г. отново е заместник-началник на Медицинската служба, след което излиза в запас. Умира през 1995 г. Носител е на ордените „9 септември 1944 г.“ – първа степен с мечове, „Народна република България“ – 1 степен, званието „Заслужил лекар“ (1978).

## Образование
- Софийски университет, медицина (до 1944)
- Военномедицинска академия „С.М.Киров“, Санкт Петербург, Организация и тактика на медицинската служба (1959 – 1960)

## Военни звания
- Подполковник (ноември 1947)
- Полковник ?
- Генерал-майор (1974)